# Johanna Niestradt
Johanna Niestradt (* 18. Juli 1938 als Johanna Kleberg) ist eine deutsche Filmregisseurin.

## Leben und Werk
Johanna Kleberg wuchs in einer filmaffinen Familie auf. Ihre Mutter Ella Ensink (1897–1968) war eine Filmeditorin. Ihr älterer Bruder Bruno Kleberg (1927–2005) zählte in den 1950er-Jahren zu den gefragtesten DEFA-Dokumentarfilmregisseuren.
Gemeinsam mit ihrem Bruder realisierte sie 1952 unter dem Titel Heimat, wir schützen dich ihr erstes Dokumentarfilmprojekt, das sich dem IV. Parlament der Freien Deutschen Jugend (FDJ) in Leipzig widmete. Ab 1964 führte Johanna Kleberg auch eigenständig Regie. Sie realisierte Beiträge für das Format DDR-Magazin. In ihrer Filmografie finden sich jedoch auch eigenständige Filmwerke, darunter mit Davis-Report (1972) ein Film, der einen Besuch von Angela Davis in der DDR dokumentiert. Der Filmhistoriker Detlef Kannapin fasst das Werk der Regisseurin mit den Worten zusammen: „Von Johanna Kleberg gibt es bevorzugt programmatische Auftragsarbeiten für das Fernsehen und für das Ministerium für Auswärtige Angelegenheiten der DDR, die in der Regel repräsentativen Charakter tragen und die offizielle Linie der SED-Politik vertreten.“  Als gelungenste Produktion der Filmemacherin wertet Kannapin den gemeinsam mit Rolf Schnabel gedrehten Film Ich war ja auch wer (1983) über den früheren Chefkoch des Hotel Adlon. Für die Dokumentation Unser Zeichen ist die Sonne über die Geschichte der FDJ wurde sie 1984 zusammen mit sechs weiteren Filmschaffenden mit dem Nationalpreis der DDR ausgezeichnet.
Mitte der 1980er-Jahre heiratete Johanna Kleberg den Kameramann Wolfgang Niestradt und nahm seinen Nachnamen an. Gemeinsam realisierten sie in den folgenden Jahren eine Reihe gemeinsamer Filmprojekte, darunter mit Faszination aus Jahrmillionen einen Film über das Berliner Naturkundemuseum und mehrere Werke zum Thema Naturschutz.  Das Paar blieb bis zum Tod von Wolfgang Niestradt im Jahr 2020 verheiratet.  Gemeinsam besaßen die Eheleute eine rund 2.000 Arten umfassende Kakteensammlung.

## Filmografie (Auswahl)
Als Johanna Kleberg
- 1952: Heimat, wir schützen dich (Buch)
- 1964: Wer wenn nicht wir? (TV-Dokumentarfilm)
- 1968: Für Frieden (mit Rolf Schnabel)
- 1972: Davis-Report
- 1972: Monument einer Stadt
- 1981: Gebt dem Frieden eine Chance
- 1983: Ich war ja auch wer (mit Rolf Schnabel)
- 1983: Dem Frieden verpflichtet (mit Rolf Schnabel)
- 1983: Im Kampf geboren (TV-Dokumentarfilm)
- 1984: Willkommen in Rostock

Als Johanna Niestradt
- 1986: Von der Vision der Eisenacher
- 1987: Faszination aus Jahrmillionen (TV-Dokumentarfilm)
- 1989: Im Zeichen der Eule – Folgen der Eiszeit (mit Wolfgang Niestradt)
- 1990: Flussauen (mit Wolfgang Niestradt)